# ارواح خبیثه ۳
ارواح خبیثه ۳ (به انگلیسی: Poltergeist III) فیلمی محصول سال ۱۹۸۸ و به کارگردانی گری شرمن است. در این فیلم بازیگرانی همچون تام اسکریت، نانسی آلن، هتر اورورک، زلدا روبینشتاین، لارا فلین بویل ایفای نقش کرده‌اند.
این فیلم دنباله فیلم‌های ارواح خبیثه و ارواح خبیثه ۲ محسوب می‌شود.